# Смушево
Смушево (пол. Smuszewo) — село в Польщі, у гміні Дамаславек Вонґровецького повіту Великопольського воєводства.
Населення — 122 особи (2011).
У 1975-1998 роках село належало до Пільського воєводства.

## Демографія
Демографічна структура станом на 31 березня 2011 року:
|          | Загалом | Допрацездатний вік | Працездатний вік | Постпрацездатний вік |
| -------- | ------- | ------------------ | ---------------- | -------------------- |
| Чоловіки | 62      | 17                 | 39               | 6                    |
| Жінки    | 60      | 12                 | 38               | 10                   |
| Разом    | 122     | 29                 | 77               | 16                   |